# Carlo Bon Compagni di Mombello

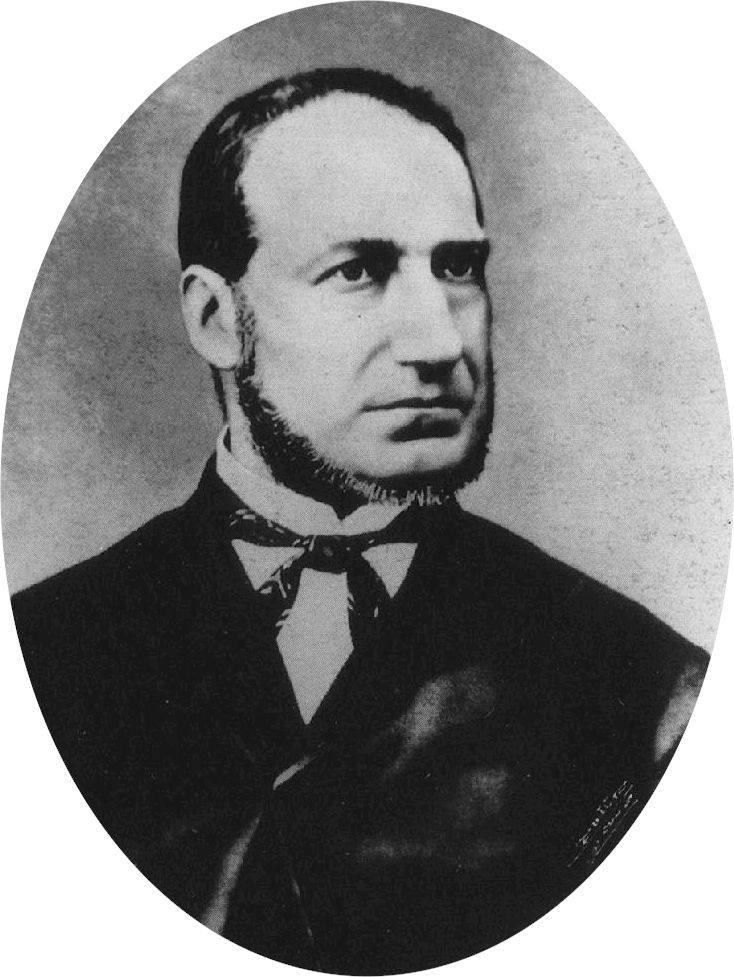
Carlo Bon Compagni di Mombello

Carlo Bon Compagni di Mombello (* 25. Juli 1804 in Turin; † 14. Dezember 1880 ebenda) war ein italienischer Jurist, Pädagoge und Staatsmann.

## Leben
Carlo Bon Compagni di Mombello besuchte das Collegio del Carmine in Turin, widmete sich dann an der dortigen Universität von 1820 bis 1824 dem Studium der Jurisprudenz und trat 1826 in die richterliche Laufbahn ein. Er wurde 1829 Substitut des Armenanwalts in Chambéry, 1832 Fiskal in Pallanza, 1834 Stellvertreter des Generalanwalts in Turin, war seit dieser Zeit auch journalistisch tätig und arbeitete 1837 mit seinem Freund Camillo Cavour in der statistischen Kommission. Er gründete Kinderbewahranstalten in Turin und machte sich um Hebung des Volksunterrichts sehr verdient. Dieses Thema behandelte er in der Schrift Saggi di lezioni per l’infanzia (Turin 1851).
1845 wurde Bon Compagni Senator im Senat von Piemont. Er war der Verfasser des königlichen Patents vom 1. August 1845 über die Organisation der Volksschulen. Ende 1847 wurde er unter Cesare Alfieri di Sostegno Generalsekretär im Unterrichtsministerium. Seine Tätigkeit und seine Schriften über das Volksschulwesen veranlassten König Karl Albert, ihn – nach Publikation der Verfassung – am 16. März 1848 zum Unterrichtsminister im Kabinett Balbo zu ernennen, welchen Posten er bis zum 27. Juli 1848 behielt. Schon am 27. August 1848 wurde er im Kabinett von Cesare Alfieri di Sostegno erneut Unterrichtsminister und blieb es auch im darauffolgenden Kabinett von Ettore Perrone di San Martino. In dieser Eigenschaft machte er durch das Schulgesetz vom 4. Oktober 1848 die Schulen von den Gemeinden unabhängig, führte den höheren Unterrichtsrat und die Provinzialschulräte ein, setzte die Nationalkollegien an die Stelle der Jesuitenkollegien und legte die Oberaufsicht über das Unterrichtswesen in die Hand der Staatsbehörde. Als er die Ablehnung der am 3. Dezember 1848 von Seiten der Studierenden an die Kammer gerichteten Petition um Aufhebung des Verbots der Teilnahme an politischen Vereinen nicht durchzusetzen vermochte, trat er mit seinen Kollegen zurück.
Nach dem Frieden von Mailand vom 6. August 1849, über den Bon Compagni gemeinsam mit Giuseppe Dabormida mit Österreich unterhandelt hatte, trat er ins Parlament und unterstützte hier das Kabinett, namentlich bei der Beratung des Pressegesetzes im Dezember 1851. Vom 21. Mai bis zum 4. November 1852 war er im Kabinett D’Azeglio II Unterrichts- und Justizminister und setzte in der Kammer ein Gesetz zur Einführung der Zivilehe durch, das er gegen Kritik seitens des Vatikans verteidigte, das aber vom Senat verworfen wurde. Nach dem Rücktritt von Ministerpräsident Massimo d’Azeglio ging er am 5. November 1852 in das Kabinett Cavour I über und blieb dort bis zum 27. Oktober 1853 Minister für Justiz und Kirchenangelegenheiten. Als Nachfolger von Urbano Rattazzi war er vom 16. November 1853 bis zum 16. Juni 1856 Präsident der Abgeordnetenkammer.
Im Januar 1857 wurde Bon Compagni zum Gesandten in Florenz ernannt und suchte den Großherzog Leopold II. von Toskana zu liberalen Reformen zu bewegen. Am 27. April 1859 erklärte er dem Großherzog, dass nun alle Reformen zu spät kämen, da die Revolution bereits ausgebrochen sei, sicherte diesem aber freien Abzug aus Florenz zu. Er übernahm, nachdem er den Eintritt in die provisorische Regierung Toskanas abgelehnt und Viktor Emanuel II. die Rolle des Protektors Toskanas angenommen hatte, von diesem die Position eines außerordentlichen königlichen Generalkommissars während der Dauer des Unabhängigkeitskriegs, in welcher Stellung er am 11. Mai 1859 die Regierung bildete. Nach dem Vorfrieden von Villafranca abberufen, kehrte er schon im November 1859 zurück, nachdem der Prinz Eugen von Savoyen-Carignan die Regentschaft in der Emilia und in Toskana erhalten hatte, als dessen Stellvertreter mit dem Titel eines Generalgouverneurs des Bundes der mittelitalienischen Provinzen. Diesen Posten bekleidete er bis zum 2. März 1860, dankte dann kurz vor der Angliederung Toskanas an das Königreich Sardinien ab und zog sich ins Privatleben zurück.
Viktor Emanuel II. berief indessen Bon Compagni bald an die Spitze einer Kommission zur Reorganisation des Schulwesens und dann, als den Verfasser des inzwischen nach der Annexion des Kirchenstaates erschienenen Buchs Sulla potenza temporale del Papa im Oktober 1870 an die Spitze einer Kommission zur Beratung der Garantien der geistlichen Herrschaft des Papstes. Im Zusammenhang mit diesem Auftrag arbeitete er den Gesetzesentwurf über die Beziehung zwischen Kirche und Staat aus, woraufhin er sich wieder ins Privatleben zurückzog. 1874 wurde er von Viktor Emanuel II. zum Senator des Königreichs Italien und wenige Monate vor seinem Tod von König Umberto I., dessen Präzeptor er gewesen war, zum Grafen von Lamporo ernannt, Titel der Familie seiner Mutter, welchen Titel auch die Kinder seiner einzigen Tochter aus zweiter Ehe, Ester, führen durften. 1875 wurde er Mitglied der Accademia dei Lincei. Er starb am 14. Dezember 1880 im Alter von 76 Jahren in Turin.

## Schriften
- Introduzione alla scienza del diritto, Turin 1848
- Saggi di lezioni per l’infanzia, Turin 1851
- Storia della letteratura cristiana degli undici primi secoli
- Napoli ed il regno italiano, Turin. 1860
- Sulla potenza temporale del Papa, Turin 1861
- L’unità d’Italia e l’elezioni, Turin 1861
- Il ministero Rattazzi ed il parlamento, Turin 1862
- La traduzione liberale piemontese, Turin 1867
- Francia e Italia, Turin 1873